# PZInż. 302
Der leichte Artillerieschlepper PZInż. 302 oder auch Polski Fiat 508/518, wurde in den 1930er Jahren entwickelt und als Prototyp für die polnischen Streitkräfte gebaut.

## Entwicklungsgeschichte
Ende 1935 begann die Firma Państwowe Zakłady Inżynierii (kurz: PZInż.) mit der Entwicklung an einem leichten Fahrzeug für den Transport der 3,7-cm-Panzerabwehrkanone wz. 36. Zusätzlich sollte es die Munition, Werkzeug und Ausrüstung der Besatzung mitführen können. Als Grundlage verwendeten die Ingenieure Komponenten der Fahrzeugtypen Polski Fiat 508 Łazik und Polski Fiat 518 Mazur.
Nachdem der erste Prototyp fertiggestellt und getestet wurde, stellte man zahlreiche Mängel und Probleme fest. 1936 begann man mit den Arbeiten an der Beseitigung dieser Mängel. Leiter der Arbeiten war der Ingenieur Mieczysław Skwierczyński. Nachdem man die Mängel beseitigt hatte, weitere Tests durch das Werk und das Militär erfolgreich abgeschlossen waren, begann die Serienproduktion des Fahrzeugs unter der Bezeichnung Polski Fiat 508/518.

## Produktion
Im Jahr 1937 begann die Serienproduktion des Polski Fiat 508/518. Zwischen 1937 und 1939 wurden zwischen 300 und 400 Fahrzeuge produziert.

## Technische Daten
Der Polski Fiat 508/518 wurde in mehreren verschiedenen Varianten gebaut. Die bekannteste war der Artillerieschlepper mit der Bezeichnung PZInż. 302. Dieser hatte eine geschlossene Fahrerkabine und einen offenen, hinteren Aufbau. Das Fahrzeug wurde hauptsächlich zum Transport der 3,7-cm-Panzerabwehrkanone Bofors genutzt. Neben dem Geschütz konnten 5 Soldaten der Geschützbedienung und 80 Schuss Munition in 16 Munitionskisten transportiert werden.
Das Fahrzeug war 3,54 m lang, 1,46 m breit und 1,58 m hoch. Der Radstand betrug 2,30 m und die Bodenfreiheit betrug 32 cm. Angetrieben wurde das Fahrzeug durch einen Vierzylindermotor vom Typ Fiat 108. Dieser hatte einen Hubraum von 995 cm³ und lieferte 24 PS. Durch das eingebaute Getriebe hatte das Fahrzeug vier Vorwärtsgänge und einen Rückwärtsgang. Das Fahrzeug wog 950 kg und hatte eine Nutzlast von 550 kg. Dadurch ergab sich ein Gesamtgewicht von 1,50 t. Damit erreichte das Fahrzeug unter optimalen Bedingungen auf der Straße eine Höchstgeschwindigkeit von 65 km/h.

## Einsatz
Eingesetzt wurde der PZInż. 302 in den polnischen Flugabwehr- und Panzerabwehreinheiten der 10. Kavalleriebrigade, der Warschauer gepanzerten motorisierten Brigade und in Spezialeinheiten von Kavallerie-, Infanterie- und Pioniereinheiten.
Nachdem die Wehrmacht am 1. September mit dem Einmarsch in Polen begann, wurden zahlreiche Fahrzeuge erbeutet. Diese Fahrzeuge gingen in den Bestand der Wehrmacht über und wurden in einigen Einheiten bis zum Ende des Zweiten Weltkrieges weiter eingesetzt.